# Węgierscy arcymistrzowie szachowi
Lista węgierskich szachistów, posiadających tytuły arcymistrzów (GM) i arcymistrzyń (WGM), zarówno w grze klasycznej, korespondencyjnej, kompozycji szachowej, jak i w rozwiązywaniu zadań szachowych oraz tytuły arcymistrzów honorowych (HGM), przyznawanych za osiągnięcia w przeszłości. Obejmuje także zawodników, którzy barwy Węgier reprezentowali tylko w pewnym okresie swojego życia.

## Szachy klasyczne

### arcymistrzowie
| Zawodnicy          | Rok urodzenia | Rok śmierci | Rok nadania | Uwagi                     |
| ------------------ | ------------- | ----------- | ----------- | ------------------------- |
| Péter Acs          | 1981          |             | 1998        |                           |
| András Adorján     | 1950          |             | 1973        |                           |
| Zoltán Almási      | 1976          |             | 1993        |                           |
| Emil Anka          | 1969          |             | 2001        |                           |
| Gergely Antal      | 1985          |             | 2011        |                           |
| Imre Balog         | 1991          |             | 2011        |                           |
| Csaba Balogh       | 1987          |             | 2004        |                           |
| Tamás Bánusz       | 1989          |             | 2011        |                           |
| Gedeon Barcza      | 1911          | 1986        | 1954        |                           |
| László Barczay     | 1936          | 2016        | 1967        |                           |
| Pál Benkő          | 1928          | 2019        | 1958        | obecnie Stany Zjednoczone |
| Dávid Berczes      | 1990          |             | 2008        |                           |
| Ferenc Berkes      | 1985          |             | 2002        |                           |
| István Bilek       | 1932          | 2010        | 1962        |                           |
| Dénes Boros        | 1988          |             | 2009        |                           |
| Cao Sang           | 1973          |             | 2003        | Węgry w latach 2001–2010  |
| István Csom        | 1940          | 2021        | 1973        |                           |
| Attila Czebe       | 1975          |             | 2003        |                           |
| Aleksander Czernin | 1960          |             | 1985        | pochodzenie ukraińskie    |
| Péter Dely         | 1934          | 2012        | 1999        | tytuł honorowy            |
| Viktor Erdős       | 1987          |             | 2007        |                           |
| Iván Faragó        | 1946          |             | 1976        |                           |
| János Flesch       | 1933          | 1983        | 1980        | tytuł honorowy            |
| András Flumbort    | 1984          |             | 2010        |                           |
| Tamás Fodor        | 1991          |             | 2013        |                           |
| Tibor Fogarasi     | 1969          |             | 2003        |                           |
| Győző Forintos     | 1935          | 2018        | 1974        |                           |
| László Gonda       | 1988          |             | 2010        |                           |
| Attila Grószpéter  | 1960          |             | 1986        |                           |
| Zoltán Gyimesi     | 1977          |             | 1996        |                           |
| Imre Hera          | 1986          |             | 2007        |                           |
| Hoàng Thanh Trang  | 1980          |             | 2006        | pochodzenie wietnamskie   |
| Károly Honfi       | 1930          | 1996        | 1996        | tytuł honorowy            |
| Adám Horváth       | 1981          |             | 2002        |                           |
| Csaba Horváth      | 1968          |             | 1993        |                           |
| József Horváth     | 1964          |             | 1990        |                           |
| Péter Horváth      | 1972          |             | 2006        |                           |
| Gábor Kállai       | 1959          | 2021        | 1995        |                           |
| Péter Lekó         | 1979          |             | 1994        |                           |
| Levente Lengyel    | 1933          | 2014        | 1964        |                           |
| Andor Lilienthal   | 1911          | 2010        | 1950        |                           |
| Péter Lukács       | 1950          |             | 1986        |                           |
| Géza Maróczy       | 1870          | 1951        | 1950        |                           |
| Zoltán Medvegy     | 1979          |             | 2002        |                           |
| Gyula Pap          | 1991          |             | 2011        |                           |
| Gábor Papp         | 1987          |             | 2011        |                           |
| József Pintér      | 1953          |             | 1982        |                           |
| Judit Polgár       | 1976          |             | 1992        |                           |
| Zsuzsa Polgár      | 1969          |             | 1991        | obecnie Stany Zjednoczone |
| Lajos Portisch     | 1937          |             | 1961        |                           |
| Péter Prohászka    | 1992          |             | 2010        |                           |
| Richárd Rapport    | 1996          |             | 2010        |                           |
| Zoltán Ribli       | 1951          |             | 1973        |                           |
| Róbert Ruck        | 1977          |             | 2001        |                           |
| Gyula Sax          | 1951          | 2014        | 1974        |                           |
| Lajos Seres        | 1973          |             | 2003        |                           |
| Krisztián Szabó    | 1989          |             | 2010        |                           |
| László Szabó       | 1917          | 1998        | 1950        |                           |
| Péter Székely      | 1955          | 2003        | 1994        |                           |
| Tibor Tolnai       | 1964          |             | 1990        |                           |
| László Vadász      | 1948          | 2005        | 1976        |                           |
| Zoltán Varga       | 1970          |             | 1995        |                           |

### arcymistrzynie
| Zawodniczki           | Rok urodzenia | Rok śmierci | Rok nadania | Uwagi                                                         |
| --------------------- | ------------- | ----------- | ----------- | ------------------------------------------------------------- |
| Tünde Csonkics        | 1958          |             | 1990        |                                                               |
| Jelena Dembo          | 1983          |             | 2001        | pochodzenie rosyjskie, obecnie Grecja, +mistrz międzynarodowy |
| Anita Gara            | 1983          |             | 2001        | +mistrz międzynarodowy                                        |
| Tícia Gara            | 1984          |             | 2002        |                                                               |
| Mónika Grábics        | 1976          |             | 2003        |                                                               |
| Hoàng Thanh Trang     | 1980          |             | 1995        | pochodzenie wietnamskie, +arcymistrz                          |
| Mária Ivánka-Budinsky | 1950          |             | 1978        |                                                               |
| Éva Karakas           | 1922          | 1995        | 1982        | z domu Fürst, z pierwszego małżeństwa Kertész                 |
| Nikoletta Lakos       | 1978          |             | 2000        |                                                               |
| Ildikó Mádl           | 1969          |             | 1986        | +mistrz międzynarodowy                                        |
| Nóra Medvegy          | 1977          |             | 2002        | +mistrz międzynarodowy                                        |
| Petra Papp            | 1993          |             | 2012        |                                                               |
| Judit Polgár          | 1976          |             | 1988        | +arcymistrz                                                   |
| Zsófia Polgár         | 1974          |             | przed 1990  | +mistrz międzynarodowy                                        |
| Zsuzsa Polgár         | 1969          |             | przed 1990  | obecnie Stany Zjednoczone, +arcymistrz                        |
| Anna Rudolf           | 1987          |             | 2008        |                                                               |
| Veronika Schneider    | 1987          |             | 2011        |                                                               |
| Erika Sziva           | 1967          |             | 2001        | obecnie Holandia                                              |
| Szidónia Vajda        | 1979          |             | 1998        | pochodzenie rumuńskie, +mistrz międzynarodowy                 |
| Zsuzsa Verőci         | 1949          |             | 1978        |                                                               |

## Szachy korespondencyjne

### arcymistrzowie
| Zawodnicy              | Rok urodzenia | Rok śmierci | Rok nadania | Uwagi                  |
| ---------------------- | ------------- | ----------- | ----------- | ---------------------- |
| László Bárczay         | 1936          | 2016        | 1979        | +arcymistrz            |
| Sándor Brilla-Bánfalvi | 1914          | 1998        | 1979        |                        |
| Gábor Glatt            | 1952          |             | 2002        | +mistrz FIDE           |
| Csaba Meleghegyi       | 1941          | 2004        | 1990        | +mistrz międzynarodowy |
| Tamás Sasvári          | 1953          |             | 2007        |                        |

### arcymistrzynie
| Zawodniczki  | Rok urodzenia | Rok śmierci | Rok nadania | Uwagi           |
| ------------ | ------------- | ----------- | ----------- | --------------- |
| Mária Németh | 1965          |             | 2005        | +mistrzyni FIDE |

## Kompozycja szachowa

### arcymistrzowie
| Zawodnicy     | Rok urodzenia | Rok śmierci | Rok nadania | Uwagi |
| ------------- | ------------- | ----------- | ----------- | ----- |
| György Bakcsi | 1933          |             | 1980        |       |
| György Páros  | 1910          | 1975        | 1976        |       |